# Insane (együttes)
Az Insane egy magyar metal zenekar. A zenekar Our Island Our Empire-című lemezével elnyerte a 2009-es Fonogram díj átadásán "Az év hazai hard rock vagy metal albuma" címet.

## Diszkográfia
Albumok
- Searching for Thoughts (2002)[3]
- XXI. Century Poison (2004)
- King of Fools (2005)
- Our Island – Our Empire (2008)
- Concord The World (2012)[4]
- Err (2016)

Kislemezek
- ICbad (2004)
- Egyetlen a sorban (2006)

## Tagok
Jelenlegi felállás
- Horváth István
- Kádár László
- Knapp Oszkár
- Molnár Bálint
- Szabó Máté
- Tóth Bertalan

Korábbi tagok
- Érsek Gábor - dob (1999-2015)
- Somlai Gábor - gitár (1999-2000)
- Módos Gergő - gitár (1999-2000)
- Körmendi Gergő - basszusgitár (1999-2000)
- Lehelvári Péter - basszusgitár (2000-2006)
- Brünner Béla - gitár (2000-2005, 2007-2010)
- Bende Imre - gitár (2005-2007)
- Szakonyi Balázs - gitár (2010-2012)
- Kollár Gergő - gitár (2012)
- Domán Gábor - gitár (2012)
- Zahorán Csaba - basszusgitár (2012-2014)
- Takács Tibor - gitár (2012-2015)
- Kovács Zoltán - gitár (2012-2016)
- Varjas Dániel - gitár (2015-2016)
- Németh Ádám - basszusgitár (2014-2016)